# ماري لاسكر
ماري وودارد لاسكر (30 نوفمبر 1900 – 21 فبراير 1994) كانت ناشطة أمريكية في مجال الصحة ومتبرعة. عملت على جمع الأموال للبحوث الطبية وأسست مؤسسة لاسكر.

## نشأتها
ولدت ماري وودارد في ووترتاون، ويسكونسن، وهي ابنة سارة جونسون وودارد وفرانك إلوين وودارد. التحقت بجامعة ويسكونسن ماديسون وتخرج من كلية رادكليف تخصص تاريخ الفن. غرست والدتها، وهي قائدة مدنية نشطة، في ماري قيم التجميل الحضري منذ صغرها.
عملت ماري كتاجرة أعمال فنية في Reinhardt Galleries في مدينة نيويورك. وتزوجت من المالك بول راينهارت. بعد الطلاق، أنشأت شركة نسيج Hollywood Patterns.

## نشاطها في المجال الصحي
أصبحت رئيسة اتحاد تحديد النسل في أمريكا في 1939، الذي كان سلفًا لاتحاد تنظيم الأسرة.
تزوجت من اللورد وتوماس المدير التنفيذي للإعلانات ألبرت لاسكر حتى وفاته في أوائل الخمسينيات من القرن الماضي بسرطان القولون. ومن المفارقات أن وكالة إعلانات زوجها قد روجت للتدخين تحت شعار "LSMFT - Lucky Strike Means Fine Tobacco" عندما لم تكن مخاطر التدخين معروفة جيدًا.
كانت مهمة ألبرت في شركته هي حمل المزيد من النساء على التدخين، حيث تخلفن كثيرًا عن الرجال.  أيدت ماري اقتراح التأمين الصحي الوطني في عهد الرئيس هاري إس ترومان.  وبعد فشله، رأت ماري لاسكر أن تمويل الأبحاث هو أفضل طريقة لتعزيز الصحة العامة.
أنشأت ماري مع زوجها مؤسسة لاسكر في عام 1942 لتعزيز البحث الطبي. وتعتبر جائزة لاسكر من أرقى الجوائز الأمريكية في مجال البحث الطبي. حصل سبعة وثمانون من الحائزين على جائزة لاسكر على جائزة نوبل حتى عام 2015.
كانا معًا أول من استخدم قوة الإعلان والترويج الحديث لمحاربة السرطان. انضموا إلى الجمعية الأمريكية لمكافحة السرطان التي كانت في ذلك الوقت نائمة وغير فعالة وحولتها إلى جمعية السرطان الأمريكية. عملوا على إطاحة بمجلس الإدارة، ثم قاموا بجمع مبالغ قياسية وتوجيه الكثير منها للبحث. كافحت جمعية السرطان الأمريكية أيضًا سرطان الرئة من خلال حملات مكافحة التدخين.
في عام 1970، أصدر الكونجرس قانونًا يحظر الإعلان عن السجائر على شاشات التلفزيون، وبالتالي توقفت الإعلانات التجارية المناهضة للتدخين على التلفاز عام 1970.
بعد وفاة زوجها، أسست اللجنة الوطنية للتثقيف الصحي.
لعبت أدوارًا رئيسية في تعزيز وتوسيع المعاهد الوطنية للصحة، مما ساعد على زيادة ميزانيتها من 2.4 مليون دولار في عام 1945 إلى 5.5 مليار دولار في عام 1985.
وقد كان لماري لاسكر أيضًا دور جوهري في إقناع حكومة الولايات المتحدة بتمويل الحرب على السرطان في عام 1971.

## عضو مجلس إدارة شركة Braniff Airways
في 15 سبتمبر 1971، تم انتخاب ماري لاسكر كعضو في مجلس إدارة شركة Braniff Airways، Incorporated، لتصبح بذلك العضوة الثانية في مجلس الإدارة بعد بيس كلارك برانيف، زوجة المؤسس المشارك لشركة برانيف، توماس إلمر برانيف، التي انتُخبت للمجلس عقب وفاة زوجها المبكرة في يناير 1954.

## الجوائز والتقدير
نالت ماري لاسكر وسام الحرية الرئاسي عام 1969، وجائزة الحريات الأربع عام 1987، والميدالية الذهبية للكونغرس عام 1989.  أعيدت تسمية جائزة ماري وودارد لاسكر للخدمة العامة تكريما لها في عام 2000. في 14 مايو 2009 ، كرمت دائرة البريد الأمريكية ماري لاسكر بإصدار طابع بقيمة اسمية بقيمة 78 سنتًا، صممه مارك سمرز.

## المنظمات
- اتحاد تحديد النسل في أمريكا
- الأبوة المخططة
- مؤسسة لاسكر
- المعاهد الوطنية للصحة
- جمعية السرطان الأمريكية
- معهد ابحاث السرطان
- متحف الفن الحديث
- جمعية القلب الأمريكية